# Melby (Kalundborg)
 For alternative betydninger, se Melby. (Se også artikler, som begynder med Melby)
Melby er en tidligere landsby beliggende i Årby Sogn, Ars Herred, Kalundborg Amt (senere Vestsjællands Amt) syd for Kalundborg. I dag er Melby mest kendt for sit store olieraffinaderi og nærheden til Asnæsværket.

## Historie
Melby landsby bestod i 1682 af 15 gårde. Det samlede dyrkede areal udgjorde 484,6 tønder land skyldsat til 101,26 tønder hartkorn. Dyrkningsformen var trevangsbrug.
En bymæssig udvikling indtrådte først efter 2. verdenskrig med oprettelsen af et olieraffinaderi i 1960 af Tidewater Oil Company (nu Statoil Refining Denmark Raffinaderiet) og Asnæsværket i 1959. I forlængelse heraf nedsattes et byudviklingsudvalg, som udarbejdede en byudviklingsplan for Kalundborgegnen i 1963. Denne forudså, at hele området mellem købstaden og Melby skulle inddrages i inderzone til omgående byudvikling, samt at der i tilknytning hertil skulle udlægges områder i mellemzone til byudvikling på længere sigt. Trods de store industrielle anlæg er der dog næsten ikke sket nogen boligudvikling, og de store markområder øst for landsbyens område ligger fortsat ubebyggede hen.